# Armand-Louis Couperin
Armand-Louis Couperin (Paris, 25 de fevereiro de 1727 – Paris, 2 de fevereiro de 1789) foi um compositor e organista francês do final do Barroco e início do período Clássico. Ele era um membro da família dos músicos Couperin, dos quais o mais notório foi o seu tio-avô Louis e seu primo François.

## Biografia
Couperin nasceu em Paris. Sua mãe morreu quando ele tinha apenas 17 meses e ele foi criado por seu pai, Nicolas, também compositor e sucessor de François "Le Grand" como organista na Igreja de São Gervais em 1748. Nada se sabe sobre a educação de Couperin, embora sua biblioteca na hora da morte continha 885 livros, incomuns para um músico e evidências de interesse acadêmico.
Aos 21 anos, o pai de Couperin morreu sem deixar testamento, tornando-o o único herdeiro de ambos os pais. Sua herança incluía o posto de Nicolas em St. Gervais. Em 1752, Couperin casou-se com Elisabeth-Antoinette Blanchet, uma musicista profissional e filha do melhor cravo da França, François-Etienne Blanchet. Eles tiveram quatro filhos, três dos quais se tornaram músicos.
Couperin e sua esposa davam aulas de cravo e ela era organista na abadia de Montmartre. Após sua partida de St. Gervais, os muitos postos de Couperin incluíram St. Barthélemy (a 1772), St Jean-en-Grève, o convento de Carmes-Billettes, Notre Dame (de 1755), a Sainte Chapelle (de 1760), Sainte Marguerite e a capela real (de 1770).
Couperin morreu aos 61 anos em Paris em um acidente de trânsito enquanto corria de Vésperas em Ste. Capela a São Gervais.

## Música
As referências a Couperin feitas por seus contemporâneos, incluindo Charles Burney, elogiam seu virtuosismo improvisado (muitas vezes no hino Te Deum) e estabeleceram sua reputação como um dos dois melhores organistas da época. No entanto, apenas uma peça para órgão existe hoje.
Couperin não publicou sua música sacra e se recusou a escrever para o teatro. Seus trabalhos remanescentes são quase exclusivamente para o teclado, ou teclado e pequeno conjunto de câmara.
Ao contrário de muitos de seus contemporâneos, Couperin permaneceu apegado estilisticamente à grande tradição francesa, e suas peças foram criticadas por sua falta de modernidade. No entanto, David Fuller cita seu impulso experimental e necessidade de explorar as possibilidades dos instrumentos. Um exemplo é sua Simphonie de clavecins, a única obra existente que exige dois cravos com genouillères (alavancas que permitiam diminuendos).

## Obras
- 3 cantatilles (perdidas): Le Printemps, La Jeunesse, La Vieillesse
- Cantatille pour l’Amour Médecin (soprano, 2 violinos e baixo) (1750)
- Pièces de Clavecin, Opus I (1751)
- Sonates en pièces de clavecin, Opus II (1765)
- Sonates en trio (1770)
- Quatuors à deux clavecins (1773)
- Symphonie
- Dialogue entre le chalumeau et le basson, para órgão (1775)
- Variations pour clavecin:
  - Sur l’air Vous l’ordonnez (1775)
  - Aria con variazione (1781)
  - Sur l’air Richard Cœur de Lion (1784)
- Vários motetos, dos quais só se conhece: Motet au Saint Sacrement (1787)

### Peças para Cravo (1751)
- La Victoire
- Allemande
- Courante, La de Croissy
- Les Cacqueteuses
- La Grégoire
- L'Intrépide
- Premier menuet, deuxième menuet
- L'Arlequine ou la Adam, rondeau
- La Blanchet
- La de Boisgelou
- La Foucquet
- La Sémillante ou la Joly
- La Turpin
- Première gavotte, seconde gavotte
- Premier menuet, second menuet
- La du Breüil
- La Chéron
- L'Affligée
- L'Enjouée
- Les tendres Sentiments
- Rondeau
- Les quatre nations
  - L'Italienne
  - L'Angloise, rondeau
  - L'Allemande
  - La Françoise